# Proschaliphora butti
Proschaliphora butti là một loài bướm đêm thuộc phân họ Arctiinae, họ Erebidae.